# Vrutice
Vrutice är en ort i Tjeckien.   Den ligger i regionen Ústí nad Labem, i den nordvästra delen av landet, 50 km norr om huvudstaden Prag. Vrutice ligger 168 meter över havet och antalet invånare är 269.
Terrängen runt Vrutice är huvudsakligen platt, men norrut är den kuperad.Runt Vrutice är det ganska tätbefolkat, med 104 invånare per kvadratkilometer. Närmaste större samhälle är Litoměřice, 11,7 km väster om Vrutice. Trakten runt Vrutice består till största delen av jordbruksmark.